# Rocha da Pena

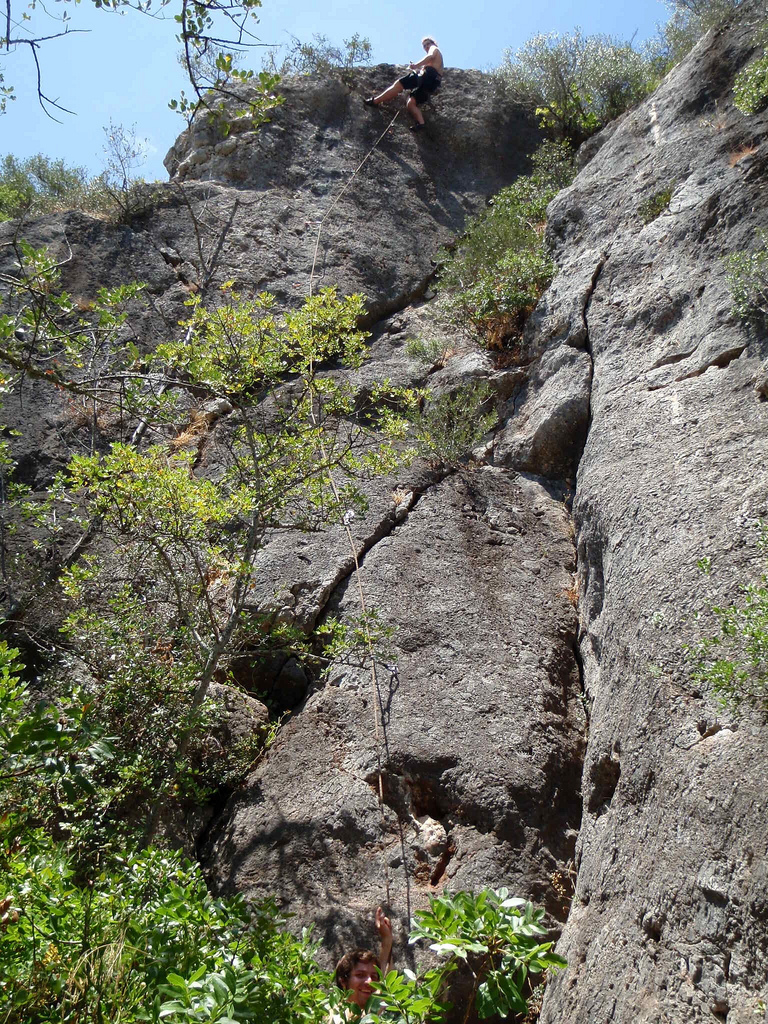
Rocha da Pena

La Rocha da Pena (479 m) es una de las elevaciones del Barrocal, que es como se conoce a la subregión natural del Algarve portugués comprendida entre la Sierra y el Litoral. La Rocha da Pena está localizada en las freguesias de Salir y Benafim, en el concelho de Loulé. Presenta una cornisa calcárea con cerca de 50 metros de altura, cuya meseta aproximadamente alcanza los 2 kilómetros de largo. La acción erosiva del agua sobre el suelo calcáreo dio origen a formaciones cársticas como la gruta del Algar dos Mouros, que de acuerdo con una leyenda sirvió de refugio de los moros después de la conquista de Salir por D. Paio Peres Correia. Su importancia geológica, arqueológica, ambiental y paisajística determinó que fuera considerada como área protegida.
Forma parte del segmento 7 de la Vía Algarviana.